# سی‌بی‌اس پروداکشنز
سی‌بی‌اس پروداکشنز (انگلیسی: CBS Productions) یک زیرشاخهٔ شرکت سی‌بی‌اس است که در سال ۱۹۵۲ میلادی برپا شد و کارش، تهیه و تولید محصولات تلویزیونی است.
آدری هپبورن نخستین حضور خود در عرصه هنر را در تولیدات این شرکت تلویزیونی تجربه کرد.
برخی از تولیدات مشهور این شرکت عبارتند از دود اسلحه، غرب وحشی وحشی، مجموعه سریال‌های سی‌اس‌آی و فصل اولِ ۹۰۲۱۰.